# کریستینا واسن
کریستینا واسن (آلمانی: Christina Wassen؛ زادهٔ ۱۲ ژانویهٔ ۱۹۹۹) شیرجه‌رو زن اهل آلمان است.
وی در مسابقات کشوری و بین‌المللی در مجموع برندهٔ ۵ مدال برنز شده‌است.